# クィア・アズ・フォーク
『クィア・アズ・フォーク』（Queer as Folk）は、もともと英国で制作された、同性愛者を主人公とするテレビドラマ（海外ドラマ）である。1999年に英国内で放送された。その後、米国で米国版としてリメイクされ、米国およびカナダにて2000年から2005年まで放送された。後者は高い視聴率を獲得し、特にカナダにおいては大きな成功を収めた。
タイトルの「Queer as Folk」は、ウェールズ地方のことわざ“There's nothing as queer as folk”（「普通の人ほど変わり者はいない」が転じて「人間はみな変わり者」という意）に因んでいる。クィア（queer）は英語圏では同性愛者を指す用語（ゲイにとっては「ゲイ」を表す表現の一つ）なので、「家族のようなゲイ」という意味もかけたダブル・ミーニングになっている。
本項では、知名度の高い米国版の内容を中心に記述する。

## 概要
第1期から第5期までの全5期で構成されており、同性愛をテーマにした作品では異例の大ヒットを記録した、同性愛ドラマの先駆けともいえる存在。2005年に放送終了した。
原作である英国版を元に北米の視聴者へ向けてリメイクしたため、序盤の物語の展開は英国版のままだが、途中から展開が変わってゆく。英国版より話数が長いためか、米国版の方が国際的な知名度および人気は高い。
友情、恋愛、セックス、結婚、離婚、家庭、家族、仕事、出産、育児、教育、健康、老化など、ごく身近で普遍的なテーマはもとより、差別、児童虐待、売春、暴力、犯罪、テロリズム、ドラッグ、政治、社会貢献、ヒト免疫不全ウイルス／後天性免疫不全症候群、宗教、アイデンティティの確立など、よりグローバルかつ社会的なテーマをも同性愛者の若者たちを主人公に等身大で表現しており、コメディ俳優や実際にカミングアウトしているゲイの俳優を起用するなど、同性愛者や同性愛支持者などから強い支持を得たことが大ヒットにつながった。
ゲイスポットのバーやクラブを舞台に盛り込み、ゲイの "Trick" （ナンパ）など他の作品にはあまり見られない「ゲイの性生活」を積極的に表現。過激な性描写も特徴的。
撮影は主にカナダのトロントで行われた。これはトロントがゲイフレンドリーな土地柄という背景もあるが、組合の権力が大きく撮影陣の人件費が高額な米国内での撮影を避けた、という経済的な事情も大きい。ただしこの番組の製作費は開始当初で一話当たり100万ドルに設定されており、低予算という規模ではない。
出演者だけでなく、スタッフにも同性愛者が多く参加している。同性愛者はショウビズ界にも少なからず存在するが、その多くは自らのセクシュアリティをもって社会にメッセージを投げかけるような制作活動は困難な状況であった。この番組では彼らに機会を与えるという目的もあり、米国のみならずカナダ、オーストラリア、英国、ニュージーランドなど英語圏の各国から同性愛者の映像スタッフが集められた。「ゲイによるゲイのための連続ドラマ」という特異なコンセプトであるため、配役には相当な時間と労力を要した。とくに主人公ブライアン役は最後まで適任者が見つからず難航した。逆にジャスティン役は早期の段階で決定しており、オーディションに現われたランディ・ハリソンと初めて対面した製作者陣は「小学生にみえた」と述懐している（実際には当時22歳）。

### 音楽
ドラマ内で使われる音楽もゲイ受けを狙った曲を選出しており、サウンドトラックも発売されている。ドラマで使われている背景音楽には、ビョークらが使用されている。第5期の第1話では宇多田ヒカル（Utada名義）の『EXODUS』に収録された「Devil Inside」が使用された。第5期の第10話ではシンディ・ローパーが本人役で特別出演し、劇中で持ち歌の「シャイン」（バビロン・ミックス）を歌った。同曲はアルバム『シャイン』の表題曲ではあるが、劇中で使用されたバビロン・ミックスとは編曲が異なる。バビロン・ミックス版は、第5期のクィア・アズ・フォークのサウンドトラックに収録されている。

### 配信
放送日から数えて14年後の2014年2月、全米最大規模の映像配信事業社であるネットフリックスが『クィア・アズ・フォーク』を配信し、新しい視聴者を開拓した。今までこの番組を見聞きしたことのなかった20代前半の世代は、『クィア・アズ・フォーク』の先進的な描写に驚愕するとともに本作を支持し、好意的な反応を示している。

### 再放送
ショウタイムは、2014年6月のプライド月間を記念し、『クィア・アズ・フォーク』と『Lの世界』を同月から11月まで再放送すると発表した。

## 日本での認知度
日本では、海外ドラマ好きな女性を中心に認知されている。現在のところ、日本国内では放送されておらず、DVDも海外版が発売されているのみである。日本の通販サイトでも海外版を購入できるが、国内DVDデッキ（通常リージョン2）と海外版のリージョン（US版はリージョン1）が違うため、リージョン変更、またはリージョンフリーのデッキなどの設備が必要となる。さらに海外版では日本語字幕、日本語吹き替えもないため、日本語版での発売を求める声も多い。

## 日本語版の可能性
同じ同性愛の海外ドラマということで『Lの世界』と対比され、「なぜ（女性の）『Lの世界』は日本で公開できるのに、（男性の）『クィア・アズ・フォーク』はダメなのか」という意見がしばしば聞かれる。これについて、ジェンダー的観点から論じられることもあるが、それは必ずしも正しくない。『Lの世界』は比較的穏当な描写の作品であるが、『クィア・アズ・フォーク』は性的に過激な描写が散見される。作品が持つ真のテーマをきちんと伝えるためには、まず作品自体に興味関心を持ってもらわなければ何も始まらない（せっかくいいことを言っていても、見てもらわなければ誰にも伝わらない）ため、過激な描写はある意味での撒き餌のような存在ではある。しかし、日本では「性的に過激」という一点のみをもってして「不適切」と断じられる向きが多い。また、いくら撒き餌のような存在であったとしても、物語を展開させるうえでの根幹をなすシーンも多々あるため、それらのシーンをただのポルノとしてカットすることを、米本国の権利者（ショウタイム）は好まない。そのため、日本の各媒体が本作の放送および配信などを忌避し、日本での展開はめどが立たないまま、現在に至る。
『クィア・アズ・フォーク』も『Lの世界』も、米国ではケーブルテレビ局であるショウタイムが制作し、放送した。『Lの世界』は、日本ではすでに20世紀フォックスが配給を受託し、日本国内にて公開した。『クィア・アズ・フォーク』は、ショウタイムの株主であるCBSコーポレーションとの関係からか、ワーナー・ブラザースが北米以外の各国における国際配給を受託しており、日本ではワーナー エンターテイメント ジャパンがその任に当たっている。しかし、本作は連続テレビドラマという性質上、日本国内の媒体による大規模な放送または配信がなされなければ、作品の知名度が高まらない。そのため、ワーナー・ホーム・ビデオ（ワーナー エンターテイメント ジャパン）がただDVDを製造・販売したとしても、日本語版の制作に費やした費用を回収することは難しくなる。字幕版または吹替版を制作するとなると、配給会社であるワーナー エンターテイメント ジャパンがその制作費を負担することとなるため、配給会社としては慎重な姿勢を崩せない。利益に結びつかなければ、日本語版の制作は不可能である。『Lの世界』ですら、当初は「ビジネスにならない」ため、DVD化は予定されていなかった。さらには、本作は、同社の米国本社が権利を保有している『ハリー・ポッターシリーズ』のような作品ではない（配給権のみを受託しているため利幅が薄い）ことと、映像産業ならではの新作至上主義の風潮が追い打ちをかけ、ワーナー エンターテイメント ジャパンが「他社の古い受託作品」に優先的に予算を割り当てることは考え難く、本作が同社から日本国内で発売される可能性をさらに押し下げている状況にある。

## あらすじ
舞台は、ペンシルベニア州ピッツバーグのゲイ・タウン「リバティー・アベニュー」。
マイケル、エメット、テッドは、出会いを求めて夜ごとクラブへと繰り出していた。あまり目立つほうではない三人は、いつもイケメンたちを遠巻きに眺めているだけ。だが、マイケルの親友であるブライアンは違う。誰もが彼と寝たがり、彼も毎晩適当な相手と、その場限りの快楽を楽しむ。愛なんて信じない、信じるものは体だけ、恋人なんて作らないと公言してはばからないブライアン。
ある夜、ブライアンは、高校生のジャスティンと偶然出会う。当然のように彼を連れ帰り一夜を共にするのだが、初体験だったジャスティンはブライアンに本気で惚れ込んでしまった。同じ夜、ブライアンとは旧知の仲であるレズビアンのリンジーが男児を出産。リンジーは、ブライアンから精子の提供を受けて妊娠しており、パートナーのメラニーとともに二人で息子を養育する決意を固めていた。
いつまでも若く自由奔放に生きていたいと願うブライアンだが、ジャスティンとの年齢差や、実子の誕生により、自身の生き方を見つめ直す機会を否応なく突きつけられる。同時に、ブライアンに16年間も報われない感情を抱き続けてきたマイケルにも転機は訪れ……。

## 登場人物
ブライアン・キニー (Brian Kinney)
演 - ゲイル・ハロルド
誰もが彼と寝たがるほどモテる、ピッツバーグ一のイケメン。職業は広告代理店の口座主任。特定の恋人は持たず、一度寝た相手とは二度としない主義。異常にプライドが高く、自由奔放で自己中心的な性格は周囲との衝突を招くこともしばしばだが、時にはよき相談相手の役割も果たす。両親と姉がいるが、ほぼ絶縁状態。マイケルとは14歳の時からの親友。ゲイでありながらも、レズビアンのカップルに精子を提供することで一児の父となる。
ジャスティン・テイラー (Justin Taylor)
演 - ランディ・ハリソン
放送開始時は17歳の高校3年生だった。ブライアンに初体験を捧げて以来、ブライアンに懐き、ついには自宅に転がり込む。素直で一途な性格だが、頭の回転が早く計算高い面もある。両親と妹がいる。絵の才能がある。ゲイであることを理由に学校でいじめを受けている。
マイケル・ノヴォトニー (Michael Novotny)
演 - ハル・スパークス
スーパーマーケット勤務。趣味はアメリカン・コミックスの収集。ブライアンとは親友で、密かに友情以上の感情を抱き続けている。温厚な性格で誰とも隔たりなく接するが、ブライアンを慕うジャスティンだけは快く思っていない。交際相手は年上が多く、恋人に対しては積極的。母子家庭。
エメット・ハニーカット (Emmett Honeycutt)
演 - ピーター・ペイジ
マイケルのルームメイト。ゲイであることを隠さない生き方を貫く。ブティックで働いていたり、ハウスキーパーやパーティーコンパニオンのアルバイトをしたり、のちにはパーティー・コーディネーターとしても活躍する多才な人物。誰に対しても優しく、柔和な性格。ミシシッピ州の貧困家庭で育った。
テッド・シュミット (Ted Schmidt)
演 - スコット・ローウェル
「テッド」は愛称で、正しくはセオドア。ユダヤ人。会計士として会計事務所に勤務。経営学修士を修め、自動車を保有し、自宅まで購入する。他人から見れば順風満帆の人生であるように思えるが、自身の容姿が他人よりも劣っていると思い込み、性格はやや屈折気味。エメットとは特に親しい。オペラ鑑賞が趣味。
メラニー・マーカス (Melanie Marcus)
演 - ミシェル・クラニー
人権派弁護士。ユダヤ教徒で、テッドとは親しい間柄。リンジーのパートナー。勝ち気な性格でブライアンとは犬猿の仲だが、仲間の窮地には強い味方となる。出産と育児で働けないリンジーに代わり、家計を支える。しかし、リンジーが出産した男児の実父がブライアンである事実は覆しがたく、リンジーとブライアンとの関係を勘ぐりしばしば嫉妬する。婚姻により法的に保護されない同性愛カップルの親権および養育権に関して、公私ともに闘う。
リンジー・ピーターソン (Lindsay Peterson)
演 - テア・ギル
大学時代からのブライアンの友人であり、メラニーのパートナー。ブライアンから精子の提供を受けて男児を出産した。もと美術教師で、ジャスティンにとってはよき相談相手。メラニーと同居中。両親が彼女の生き方をなかなか認めてくれないことや、ブライアンとメラニーの仲が悪いことに頭を悩ませている。
デビー・ノヴォトニー (Debbie Novotny)
演 - シャロン・グレス
マイケルの母。ピッツバーグのゲイ・タウン「リバティー・アベニュー」のダイナーでウェイトレスをしている。世話好きで、みんなのお母さん的人物。息子のマイケルがゲイであることを理解しており、「レズビアンとゲイの親・家族・友人の会」の活動に熱心。ジャスティンの母ジェニファーにとっては、よき相談相手。
ヴィック・グラッシ (Vic Grassi)
演 - ジャック・ウェザーオール
デビーの弟（すなわちマイケルの叔父）で元パティシエ。後天性免疫不全症候群を発症したため職を辞し、現在は姉であるデビーの自宅に身を寄せている。症状を抑えるために多剤併用療法を受けていると見られ、多くの薬を服用している。自分の存在が姉の生活の負担となっているのではないかと憂慮し、できる限り独立した生計を営むべく奮闘する。ゲイとして、陽性者として、迷える周囲の人々に対しときに重要な助言をする。

ジェニファー・テイラー (Jennifer Taylor)
演 - シェリー・ミラー
ジャスティンの母。裕福な夫との間に、長男ジャスティンと長女モリーをもうけ、専業主婦としての日常を送っていた。ジャスティンが高校生となり、次第に自分や家族から距離を置き始めたことに気を揉む。母として我が子のありのままの姿を理解すべく、時には周囲の助けを借りながらも、種々の困難に対し体当たりでぶつかってゆく。
ダフニー・チャンダース (Daphne Chanders)
演 - マカイラ・スミス
ジャスティンと同じ高校に通う女の子。ジャスティンとは親友同士であり、ジャスティンのよき理解者として、ともに高校生活を送る。彼が初めてリバティー・アベニューに出かけた際には、ジャスティンの母ジェニファーに対し、ジャスティンのアリバイ作りに協力した。